# 호쿠쇼 대학 단기대학부
호쿠쇼 대학 단기대학부(일본어: 北翔大学短期大学部, 영어: Hokusho University Junior College)는 일본 홋카이도 에베쓰시(江別市) 붕쿄다이(文京台) 23번지에 있는 일본의 사립 대학으로 1963년에 설립되었다.

## 개요
호쿠쇼 대학 단기대학부는 홋카이도 에베츠 시 시내에 있는 일본의 사립 단기 대학이다. 학교 법인 아사이 학원에 의해 1963년에 홋카이도 여자 단기 대학으로서 설립되었다. 이전에는 최다로 5학과가 있었으며, 1 학년 정원이 950명으로 대규모였던 적도 있었지만, 대학 개학 후는 소규모화되어 현재 2 학과 체제가 되고 있다. 최근 공학이 되었다.
인간 종합 학과는 이전의 복식미술학과, 보건체육학과, 경영정보학과를 통합 재편하여 만들어진 학과로 복식 미술, 스포츠과학, 비즈니스 등의 계열 과목군이 준비되어 있다. 그 중에서 학생 스스로가 임의에 과목을 선택해 나가는 시스템이다.
원래 호큐쇼 대학 단기대학부는 아사이 요시코에 의해 설립된 홋카이도 양장점 여학원이 그 시작이며 초기에는 학교라기 보다는 복식 학원에 가까운 형태였다. 그 때문에 고전 복식미술학과 이래 시작된 패션 쇼가 이어져 오고 있다. 또한 도내 최초의 유소년 체육진흥협회에 의한 유아 체육 지도자 자격인정 학교이기도 하다.

## 학과
- 인간종합학과
  - 종합교양계
  - 비즈니스계
  - 복식미술계
  - 무대예술계
  - 미디어 디자인계
  - 미술계
  - 음악계
  - 스포츠과학계
- 어린이학과

## 대외 교류
- 대한민국 배화여자대학
- 중국 하얼빈대학

## 계열 학교
- 호쿠쇼 대학